# 格利博喬克 (特羅斯佳涅齊區)
48°32′12″N 29°23′53″E / 48.53667°N 29.39806°E
格利博喬克（烏克蘭語：Глибочок），是烏克蘭的村落，位於該國西南部文尼察州，由海辛區負責管轄，始建於1700年，面積2.38平方公里，海拔高度157米，2024年人口514，人口密度每平方公里358.59人。